# Історична правда
Істори́чна Пра́вда — українське онлайнове суспільно-історичне, науково-популярне видання. Засновник та головний редактор — Вахтанг Кіпіані; редактори — Павло Солодько, Олександр Зінченко, Володимир Бірчак, Ігор Бігун, Віталій Скальський. 
Видання є незалежним партнером видавництва «Українська правда», однак не пов'язане з УП фінансово чи через механізми власності/менеджменту.
У серпні 2020 року запущено власний однойменний YouTube-канал. 

## Тематичне спрямування
Видання публікує матеріали про історію України та українців, росіян, поляків, євреїв, кримських татар, інших етносів, доля яких пов'язана з Україною. Від стародавніх часів до сьогодення. Основний акцент, фокус — на політичній історії XX століття: боротьба за державність, людські права, науково-технічний прогрес, тоталітарні проєкти та експерименти, людські долі.
Рубрики сайту:
- Тексти — публіцистичні та наукові статті;
- Коротко — новини, анонси;
- Книжки — рецензії та огляди, інформація про цікаві видання з історичної та суміжних тематик;
- Колонки — авторські погляди авторитетних науковців, громадських діячів і журналістів;
- Дайджест — колекція цікавих і важливих публікацій з онлайнових і офлайнових медіа;
- Інтерв'ю — пряма мова науковців, істориків та учасників історичних подій;
- Студії — наукові роботи, виступи на наукових конференціях тощо;
- Екскурсії — подорожі історичними місцями, поєднання репортажності та наукової популярності, багато фото, графіки, інших ілюстрацій;
- Блогосфера — найцікавіше з історичних блогів (зі збереженням стилістики і мови авторів);
- Артефакти — фотографії, малюнки, самвидав, карти, театральні плакати і виборчі листівки, рідкісні книжкові, газетні та журнальні обкладинки, поштівки, марки, автографи видатних людей, монети та інші раритети, зокрема й ті, які зберігаються в приватних колекціях і родинних архівах;
- Відео — коментарі та розповіді істориків, фрагменти документальних зйомок, кінофільмів, сюжетів тощо.
- International — окремі статті перекладені англійською, польською та російською мовами.

За період існування видання опубліковано більше 11 тисяч матеріалів понад 600 авторів.
Політолог Володимир Кулик, вважає «Історичну правду»: 
| найпомітнішим онлайн-виданням із жвавим внеском до творення української історичної пам'яті, що публікує тексти з історії України та інших держав. Де, редактори, випробовують себе у ролі громадських істориків, характеризуючи видання як «майданчик для наукових і публіцистичних дискусій навколо історичної політики», «джерело новин» за актуальними темами зі «сховищем артефактів»[3]. |